# Hauptwerke der Ethnologie
Hauptwerke der Ethnologie ist ein von Christian F. Feest und Karl-Heinz Kohl herausgegebenes deutschsprachiges Übersichtswerk zu wichtigen Werken aus der Geschichte der Ethnologie.

## Kurzeinführung
Das Werk erschien 2001 in Stuttgart im Alfred Kröner Verlag (Kröners Taschenausgabe 380). In kurz gefassten allgemeinverständlichen Artikeln informieren verschiedene Fachvertreter über 104 Schlüsselwerke der Ethnologie, über deren Entstehungsbedingungen, Inhalt und Wirkungsgeschichte der Werke, über ihre Bedeutung in der Geschichte der Ethnologie sowie über die wichtigsten Ausgaben und Forschungsbeiträge.
Es enthält chronologisches Werkverzeichnis und verschiedene Indizes (Titelregister, Ethnienregister, Personenregister, Sachregister) sowie Anmerkungen mit bibliographischen Angaben. Das Schwergewicht der vorgestellten Werke liegt auf der Ethnologie des späten 19. und 20. Jahrhunderts mit ethnologischen und anthropologischen Klassikern, die weit über die engeren Grenzen des Faches hinaus Aufmerksamkeit fanden. Aufnahme fanden jedoch auch Werke aus Antike, Mittelalter und früher Neuzeit.

„Das ethnologische Interesse am kulturell Anderen ist wahrscheinlich so alt wie die menschliche Kultur selbst. Ein Lehr- und Forschungsfach an den Universitäten wurde daraus erst im späten 19. Jahrhundert.“

## Inhalt

### Werke
(Originaltitel bzw. Übersetzung => Hauptautor)
- African Political Systems => Fortes/Evans-Pritchard
- Afrikanische politische Systeme => Fortes/Evans-Pritchard
- Afrique fantôme, L' => Leiris
- Allgemeine Cultur-Geschichte der Menschheit => Klemm
- Allgemeine Geschichte der Angolanischen Kriege => Cadornega
- Allgemeine Geschichte der Dinge von Neu-Spanien => Sahagún
- Alte Recht, Das => Maine
- Âme primitive, L' => Lévy-Bruhl
- Ancient Law => Maine
- Andaman Islanders, The => Radcliffe-Brown
- Andamaner, Die => Radcliffe-Brown
- Anfänge der Kultur, Die => Tylor
- Anthropologie der Naturvölker => Waitz
- Anthropologie des Rechts => Pospíšil
- Anthropology of Law => Pospíšil
- Anthropologie politique => Balandier
- Aranda Traditions => T. G. H. Strehlow
- Aranda- und Loritja-Stämme in Zentral-Australien, Die => Carl Strehlow
- Aranda-Überlieferungen => T. G. H. Strehlow
- Argonauten des westlichen Pazifik => Malinowski
- Argonauts of the Western Pacific => Malinowski
- Ata Kiwan => Vatter
- Bäuerliche Gesellschaft und Kultur => Redfield
- Beschreibung der Welt, Die => Polo
- Bund der Ho-de'-no-sau-nee, oder Iroquesen => Morgan
- Caput Bonae Spei Hodiernum => Kolb
- Chiliasmus und Nativismus => Mühlmann
- Coming of Age in Samoa => Mead
- Culture => Kroeber/Kluckhohn
- De origine et situ Germanorum => Tacitus
- Dichte Beschreibung => Geertz
- Dieu d'eau => Griaule
- divisament dou monde, Le => Polo
- Einleitung => Ibn Khaldun
- elementaren Formen des religiösen Lebens, Die => Durkheim
- elementaren Strukturen der Verwandtschaft, Die => Lévi-Strauss
- Elemente der Völkerpsychologie => Wundt
- Erlebte Erdteile => Frobenius
- Essai sur le don => Mauss
- Eternal Ones of the Dream, The => Róheim
- Europe and the People without History => Wolf
- Ewigen des Traums, Die => Róheim
- Facing Mount Kenya => Kenyatta
- Feuerland-Indianer, Die => Gusinde
- Folkways => Sumner
- Formes élémentaires de la vie religieuse, Les => Durkheim
- Foundations of Social Anthropology, The => Nadel
- Fremder und Freund => Powdermaker
- Gabe, Die => Mauss
- Geschenk für die Betrachter von Wunderdingen der Länder und Merkwürdigkeiten auf Reisen => Ibn Battûta
- Geschichte einer Reise ins Land Brasilien, auch Amerika genannt => Léry
- Gesellschaft in Indien => Du Bois
- Golden Bough, The => Frazer
- goldene Zweig, Der => Frazer
- Great Transformation, The => Polanyi
- große Umwälzung, Die => Polanyi
- Grundlagen der Sozialanthropologie, Die => Nadel
- Herren des Wahnsinns, Die => Rouch
- Histoire d'un voyage faict en la terre du Brésil autrement dite Amérique => Léry
- História Geral das Guerras Angolanas => Cardornega
- Historia general de las cosas de Nueva España => Sahagún
- Historia Natural y Moral de las Indias => Acosta
- Historiai => Herodot
- Historien => Herodot
- Homo Hierarchicus => Dumont
- Im Angesicht des Keniaberges => Kenyatta
- Individual and His Society, The => Kardiner
- Individuum und seine Gesellschaft, Das => Kardiner
- Interpretation of Cultures, The => Geertz
- Im Angesicht des Keniaberges => Kenyatta
- Interpretation of Cultures, The => Geertz
- Kindheit und Jugend in Samoa => Mead
- Kultur => Kroeber/Kluckholm
- Kulturkreise und Kulturschichten in Afrika => Ankermann
- Kulturkreise und Kulturschichten in Ozeanien => Graebner
- Kunde von den Mongolen => Carpini
- Land, Arbeit und Ernährung in Nord-Rhodesien => Richards
- Land, Labour and Diet in Northern Rhodesia => Richards
- League of the Ho-de'-no-sau-nee, or Iroquois => Morgan
- Leben in einem mexikanischen Dorf => Lewis
- Lebensweisen => Sumner
- Lectures on the Religion of the Semites => Smith
- Life in a Mexican Village => Lewis
- Maitres fous, Les => Rouch
- Man and his Works => Herskovits
- Man the Hunter => Lee/DeVore (Hg.)
- Mensch als Jäger, Der => Lee/DeVore (Hg.)
- Mensch und seine Werke, Der => Herskovits
- Mensch, Kultur, Gesellschaft => Linton
- menschliche Gesellschaft in ihren ethnosoziologischen Grundlagen, Die => Thurnwald
- Method and Theory of Ethnology, The => Radin
- Methode der Ethnologie => Graebner
- Methode und Theorie der Ethnologie, Die => Radin
- Milione, Il => Polo
- Moeurs des sauvages américaines comparées aux moeurs des premiers temps => Lafitau
- Muqaddima => Ibn Khaldun
- Mutterrecht, Das => Bachofen
- Mythos und Kult bei Naturvölkern => Jensen
- Nanook of the North => Flaherty
- Nanuk aus dem Norden => Flaherty
- Natur- und Sittengeschichte der Indien => Acosta
- Naven => Bateson
- Neue Reise des Herrn Baron de Lahontan nach Nordamerika => Lahontan
- Nouveaux voyages de Mr. le Baron Lahontan dans l'Amérique Septentrionale => Lahontan
- Nuer, The => Evans-Pritchard
- Nuer, Die => Evans-Pritchard
- On Aboriginal Religion => Stanner
- Order and Rebellion in Tribal Africa => Gluckman
- Ordnung und Rebellion in Stammesafrika => Gluckman
- Patterns of Culture => Benedict
- Peasant Society and Culture => Redfield
- People of Alor, The => Du Bois
- Phantom Afrika => Leiris
- Pigs for the Ancestors => Rappaport
- Political Systems of Highland Burma => Leach
- Politische Anthropologie => Balandier
- Politische Systeme im Hochland von Burma => Leach
- Primitive Culture => Tylor
- Primitive Gesellschaft => Lowie
- Primitive Society => Lowie
- Psychomental Complex of the Tungus => Shirokogoroff
- psychomentale Komplex der Tungusen, Der => Shirokogoroff
- Purity and Danger => Douglas
- Race, Language, and Culture => Boas
- Rasse, Sprache und Kultur => Boas
- Reinheit und Gefährdung => Douglas
- Reisebeschreibung nach Arabien und andern umliegenden Ländern => Niebuhr
- Reisen und Entdeckungen in Nord- und Central-Afrika => Barth
- Religion der Giljaken, Die => Sternberg
- Religion der Semiten, Die => Smith
- religiöse Gehalt der Mythen, Der => Preuß
- Rites de Passage, Les => van Gennep
- Ritual Process, The => Turner
- Ritual, Das => Turner
- Road Belong Cargo => Lawrence
- Sahara und Sudan => Nachtigal
- Savage Hits Back, The => Lips
- Schwarze Genesis => Griaule
- Schweine für die Ahnen => Rappaport
- Schwelle zur Religion, Die => Marett
- Science of Culture, The => White
- Seele der Primitiven, Die => Lévy-Bruhl
- Sitten der amerikanischen Wilden, verglichen mit den Sitten der ältesten Zeiten => Lafitau
- Social Organization and the Secret Societies of the Kwakiutl Indians, The => Boas
- Social Structure => Murdock
- Soziale Structuurtypen in de Groote Oost => van Wouden
- Sorcerers of Dobu => Fortune
- Soziale Struktur => Murdock
- Soziale Strukturtypen in Ostindonesien => van Wouden
- Sozialorganisation und Geheimbünde der Kwakiutl-Indianer, Die => Boas
- Stämme ohne Herrscher => Middleton/Tait (Hg.)
- Stone Age Economics => Sahlins
- Stranger and Friend => Powdermaker
- Structures élémentaires de la parenté, Les => Levi-Strauss
- Study of Man, The => Linton
- Systeme der Bluts- und Schwiegerverwandtschaft der menschlichen Familie => Morgan
- Systems of Consanguinity and Affinity of the Human Family => Morgan
- Theorie des Kulturwandels => Steward
- Theory of Culture Change => Steward
- Threshold of Religion, The => Marett
- Traurige Tropen => Levi-Strauss
- Tribes without Rulers => Middleton/Tait (Hg.)
- Tristes Tropiques => Levi-Strauss
- Tuhfat al-nuzzâr fi garâ'ib al-amsâr wa-'ayâ'ib al-asfâr => Ibn Battûta
- Über Aborigines-Religion => Stanner
- Übergangsriten => Van Gennep
- Urformen der Kultur => Benedict
- Ursprung der Gottesidee, Der => Schmidt
- Vaudou haitien, Le => Métraux
- Völker ohne Geschichten, Die => Wolf
- Völker und Kulturen Afrikas => Baumann
- Völkergedanke im Aufbau einer Wissenschaft vom Menschen, Der => Bastian
- Vom Ursprung und Wohnsitz der Germanen => Tacitus
- Voodoo in Haiti => Métraux
- Wahrhafftige Historia und beschreibung eyner Landschafft der wilden nacketen-grimmigen Menschenfresser Leuthen in der Newenwelt America gelegen => Staden
- We, the Tikopia => Firth
- Weg zum Cargo, Der => Lawrence
- Weiße im Spiegel der Farbigen, Der => Lips
- Wir, die Tikopia => Firth
- Wirtschaftswissenschaft der Steinzeit => Sahlins
- Wissenschaft von der Kultur, Die => White
- Yanomamö => Chagnon
- Ystoria Mongalorum => Carpini
- Zauberer von Dobu, Die => Fortune

### Autoren
Aufgelistet werden Ethnologen/Anthropologen, von denen Werke in dem Buch behandelt werden (mit Seitenangabe). Im Falle mehrerer Verfasser/Herausgeber erfolgt eine mehrfache Nennung.
- José de Acosta 1
- Bernhard Ankermann 137

- Johann Jakob Bachofen 6
- Georges Balandier 10
- Heinrich Barth 15
- Adolf Philipp Wilhelm Bastian 19
- Gregory Bateson 26
- Ibn Battuta 32
- Hermann Baumann 36
- Ruth Fulton Benedict 41
- Franz Boas 47

- António de Oliveira de Cadornega 57
- Johannes von Plano Carpini 62
- Napoleon Alphonseau Chagnon 67

- Irven DeVore 224
- Mary Douglas 73
- Cora Du Bois 77
- Louis Dumont 81
- Emile Durkheim 86

- Edward Evan Evans-Pritchard 91

- Raymond William Firth 95
- Robert J. Flaherty 98
- Meyer Fortes 103
- Reo Franklin Fortune 108
- James George Frazer 113
- Leo Frobenius 118

- Clifford Geertz 122
- Arnold van Gennep 128
- Herman Max Gluckman 133
- Fritz Graebner 142
- Marcel Griaule 148
- Martin Gusinde, Pater, S. V. D. 152

- Herodot 156
- Melville Jean Herskovits 161

- Adolf Ellegard Jensen 166

- Abram Kardiner 172
- Jomo Kenyatta 178
- Ibn Khaldun 182
- Gustav Friedrich Klemm 188
- Clyde Kluckhohn 197
- Peter Kolb 192
- Alfred L. Kroeber 197

- Joseph-François Lafitau 202
- Louis–Armand de Lom d’Arce, Baron de Lahontans 207
- Peter Lawrence 212
- Edmund Leach 217
- Richard B. Lee 224
- Michel Leiris 228
- Jean de Léry 233
- Claude Lévi-Strauss 238
- Lucien Lévy-Bruhl 250
- Oscar Lewis 255
- Ralph Linton 261
- Julius E. Lips 263
- Robert Heinrich Lowie 268

- Henry Sumner Maine 272
- Bronisław Kasper Malinowski 278
- Robert Ranulph Marett 283
- Marcel Mauss 289
- Margaret Mead 294
- Alfred Métraux 299
- John Middleton 304
- Lewis Henry Morgan 308
- Wilhelm Emil Mühlmann 321
- George Peter Murdock  326

- Gustav Nachtigal 332
- Siegfried Ferdinand (Frederick) Nadel 337
- Carsten Niebuhr 341

- Karl Polanyi 347
- Marco Polo 353
- Leopold Pospíšil 358
- Hortense Powdermaker 362
- Konrad Theodor Preuss 366

- Alfred Reginald Radcliffe-Brown  371
- Paul Radin 376
- Roy A. Rappaport 384
- Robert Redfield 389
- Audrey Isabel Richards 394
- Geza Roheim 399
- Jean Rouch 404

- Bernardino de Sahagún 408
- Marshall Sahlins 413
- Wilhelm Schmidt, Pater, S. V. D. 418
- Sergei Mikhailovich Shirokogoroff 424
- William Robertson Smith 429
- Hans Staden 437
- William Edward Hanley Stanner 441
- Karl von den Steinen 446
- Leo Sternberg (Lev Jakovlevic) 450
- Julian H. Steward 454
- Carl F. T. Strehlow 459
- Theodor Georg Heinrich Strehlow 465
- William Graham Sumner 470

- Cornelius Tacitus 475
- David Tait 304
- Richard Thurnwald 480
- Victor Witter Turner  485
- Edward Burnett Tylor  492

- Ernst Wilhelm Vatter 498

- Theodor Waitz 503
- Leslie A. White 509
- Eric Wolf 514
- Franciscus Antonius Evert van Wouden 519
- Wilhelm Maximilian Wundt 524